# Un homme marche dans la ville
Pour plus de détails, voir Fiche technique et Distribution.
Un homme marche dans la ville est un film français réalisé en 1949 par Marcello Pagliero et sorti en 1950. 

## Synopsis
L'action se passe au Havre dans le milieu des dockers. Madeleine est mal mariée avec Laurent, colérique et alcoolique. Le ménage a du mal à s'en sortir financièrement. Laurent demande à son ami Jean d'intercéder auprès du patron de l'entreprise de déchargement afin de lui obtenir une promotion. La démarche échoue. Quelque temps plus tard, Laurent est responsable d'un accident de travail sur un collègue et il est licencié. Madeleine tente de se rapprocher de Jean, ce dernier commence par l'éconduire mais finit par céder et les deux amants couchent ensemble. Laurent s'en aperçoit quand il voit son fils attendre sur le terrain vague en bas de l'hôtel. Il clame à qui veut l'entendre son désir de se venger et le soir tombé part à la recherche de Jean. Il croit le trouver, lance par erreur une grosse pierre à un homme près des quais. 
Fou de rage, la victime fait basculer Laurent par-dessus la rambarde ; il meurt sur le coup. Madeleine est alors persuadée que Jean a assassiné Laurent par amour pour elle, la police s'en mêle, Madeleine tente d'échafauder avec Jean des projets d'avenir mais ce dernier l'éconduit. De rage elle s'en va le dénoncer à la police. Mais Jean est innocenté, le soir du crime il était avec sa petite amie. Le patron du bistrot tente de temporiser la colère de Jean et explique qu'elle a fait ça par amour. Jean s'en va frapper à la porte de Madeleine, personne ne répond, il laisse un mot : « Je ne t'en veux pas, je veux te voir. » 
Elle ne le lira jamais, s'étant donné la mort.

## Fiche technique
- Titre : Un homme marche dans la ville
- Réalisation : Marcello Pagliero, assisté de Pierre Léaud
- Scénario : Marcello Pagliero, d'après le roman de Jean Jausion[1]
- Photographie : Nicolas Hayer
- Son : Pierre Calvet
- Décors : Maurice Colasson
- Montage : Pierre Cholot
- Producteur : Sacha Gordine
- Directeur de production : Jean Rossignol
- Pays de production :  France
- Format : Son mono - 35 mm - noir et blanc - 1,37:1
- Genre : Film dramatique
- Durée : 95 minutes
- Date de sortie : 
  - France : 22 mars 1950
- Affiche : Roger Rojac (France)

## Distribution
- Jean-Pierre Kérien : Jean Sauviot
- Ginette Leclerc : Madeleine
- Grégoire Aslan : Ambilares, le patron de l'entreprise de dechargement
- Robert Dalban : Laurent, le mari de Madeleine
- Sylvie Deniau : la sœur de Madeleine
- Yves Deniaud : Albert, le patron du bistrot
- Dora Dol : une prostituée au bistrot d'Albert
- Fréhel : la femme de Buck
- Christiane Lénier : Georgette, petite amie de Jean
- Fabien Loris : Dago
- André Valmy : le commissaire
- Grégoire Gromoff : Olen
- Jérôme Goulven : Muller
- Maryse Paillet : Tantine
- René Pascal (non crédité)

## Tournage et sortie
Le film est tourné au Havre en juin-juillet 1949, et le sujet fréquemment évoqué par la presse havraise, notamment Le Havre du 4 juin évoquant la présence au générique du Havrais Jean-Pierre Kerien, tandis que Paris-Normandie du 11 juin titre de son côté sur un fait divers d'actualité rappelant le scénario du film.
L'avant-première du film a lieu au Havre le 11 octobre 1949 et à cette occasion Paris-Normandie du 13 octobre 1949 estime que la ville est le vrai héros du film. La projection est organisée sous le patronage du quotidien Le Havre libre, au profit de la Caisse de solidarité et du Syndicat des ouvriers du port.
Le film est boycotté à sa sortie par le PCF, la CGT et la Centrale catholique du cinéma.

## Accueil critique
Dans Le Parisien libéré du 13 octobre, Jacqueline Michel salue le film en évoquant « de continuels mouvements d’amour du public vers ceux du cinéma qui avaient si bien compris leur vie et leur ville » et estime que « seule, une grande réalisation pouvait toucher aussi profondément les dockers du Havre dont Pagliero a entendu battre le cœur ». Le critique Henry Magnan, dans Le Monde est plus nuancé : même s'il n'a « pas découvert beaucoup d'originalité », il salue la sobriété du "misérabilisme".
Le Parti communiste, au contraire, s'indigne que « des millions ont été dépensés pour calomnier la classe ouvrière dans un film infect ». Son hebdomadaire local L'Avenir du Havre publie le 14 octobre 1949 un long article du docker Jean Ferrand selon lequel le scénario « atteint le summum de l’abjection » et le film « tente de traîner une catégorie de travailleurs dans la fange », un ton critique qui conduira six mois plus tard à son interdiction d’exploitation dans la ville portuaire le 12 avril 1950, le journal communiste appelant les militants du PCF à la réclamer dans d'autres villes. Lors de la sortie à Paris, Georges Sadoul, dans Les Lettres françaises de mars 1950, reproche au cinéaste de voir le peuple comme « une matière à des études naturalistes » et de dépeindre « des ivrognes paresseux et brutaux, préoccupés surtout de bagarres et de coucheries », dans le but aussi de « discréditer les dockers, et le combat pour la paix, par tous les moyens ». 
Dans L’Écran français, Roger Boussinot s'étonne le 27 mars que « aucune femme dans ce film, ne travaille : toutes, sans exception, sont des putains ». Il ajoute : « Les dockers, des obsédés sexuels alcooliques : voilà comment ils apparaissent dans ce film. Vous avouerez que les victimes ont le droit d'être mécontentes. » Peu avant, dans L'Humanité du 25 mars, Armand Monjo appelle à son boycottage ; deux semaines plus tard, le film est interdit au Havre.

## Adaptation
Le film est tiré du roman de Jean Jausion, fils du professeur de médecine Hubert Jausion, jeune Français, fiancé de la déportée Annette Zelman, et qui durant l’occupation avait travaillé comme docker au Havre et qui se fera tuer comme reporter de guerre en Allemagne à la veille de l’armistice, selon un article de Jacqueline Michel dans Le Parisien libéré du 13 octobre 1949.

## Distribution
Le film est ressorti en DVD chez René Chateau vidéo en 2009.